# Véronique Lefebvre des Noëttes
Véronique Lefebvre des Noëttes née le 1er août 1954, est une psychiatre française, spécialiste du sujet âgé.

## Biographie
Véronique Lefebvre des Noëttes est docteure en philosophie pratique et éthique médicale. Elle accompagne les patients de l'hôpital Émile-Roux. Le docteure Véronique Lefebvre des Noëttes est également co-directrice du département de recherche Éthique biomédicale du Collège des Bernardins. Dans plusieurs de ses ouvrages le docteur Véronique Lefebvre des Noëttes questionnent les problématiques existentielles, éthiques, philosophiques, médicales et sociétales liées à la mort et à la vieillesse. Véronique Lefebvre des Noëttes écrit une tribune en 2024 dans le journal La Croix au sujet du projet de loi sur l'aide à mourir et défend la nécessité d'aider à retrouver un sens à la vie. Elle s'intéresse également au sujet des personnes atteintes de la maladie d'Alzheimer.

## Publications
- Dr Véronique Lefebvre des Noëttes, Alzheimer : l'éthique à l'écoute des petites perceptions, ERES, 2018, 244 p. (ISBN 978-2749260860)
- Dr Véronique Lefebvre des Noëttes, Vieillir n'est pas un crime !: Pour en finir avec l'âgisme, Edition du Rocher, 2021, 288 p. (ISBN 978-2268105222)
- Dr Véronique Lefebvre des Noëttes, Que faire face à Alzheimer ?: Gagner des années de vie meilleure, Edition du Rocher, 2021, 430 p. (ISBN 978-2268105871)
- Dr Véronique Lefebvre des Noëttes, La force de la caresse: Prendre soin des plus fragiles avec le coeur, Edition du Rocher, 2022, 200 p. (ISBN 978-2268107776)
- Dr Véronique Lefebvre des Noettes, Mourir sur ordonnance, ou être accompagné jusqu'au bout ?, Edition du Rocher, 2023, 336 p. (ISBN 978-2268108872)
- Dr Véronique Lefebvre des Noëttes, Bonne nuit, bonne santé !: Comment retrouver votre sommeil sans médicaments pour vivre mieux et plus longtemps, Edition du Rocher, 2025, 200 p. (ISBN 978-2268111377)